# Рамо, Жан-Филипп
Жан-Фили́пп Рамо́ (фр. Jean-Philippe Rameau; 25 сентября 1683, Дижон — 12 сентября 1764, Париж) — французский композитор и теоретик музыки эпохи барокко.

## Биография
Сын органиста, знал ноты раньше, чем научился читать. Учился в иезуитской школе. В 18 лет был отправлен отцом в Италию совершенствовать музыкальное образование в Милане. Вернувшись, выступал скрипачом в оркестре Монпелье, служил органистом в Дижоне, Клермон-Ферране, Лионе. С 1722 обосновался в Париже. Писал для парижских театров, сочинял духовную и светскую музыку, в 1745 стал придворным композитором.

## Творчество
Рамо прославился как светский композитор (3 латинских мотета на духовные тексты относятся к раннему допарижскому периоду творчества). В XX веке он приобрёл широкую известность (вплоть до фортепианного репертуара ДМШ) как автор пьес для клавесина (сборники 1706, 1724, 1727) и пяти «концертов» для клавесина, скрипки и виолы да гамба (сборник издан в 1741), содержащих сюиты и яркие характеристические пьесы. Среди них наиболее известны «Тамбурин» (Tambourin), «Курица» (La poule), «Дофина» (La Dauphine), «Молоточки» (Les petits marteaux), «Перекличка птиц» (Le Rappel des oiseaux). Пьесы для клавесина — творческая лаборатория Рамо-композитора, площадка для экспериментов в области гармонии, ритма, фактуры. Например, пьесы «Дикари» (Les sauvages) и «Циклопы» (Les Cyclopes) необычайно изобретательны с точки зрения развёртывания тонального лада, а пьеса «Энгармоническая» (L’Enharmonique) — один из первых в истории музыки примеров энгармонической модуляции.
Рамо создал новый оперный стиль, представленный в его наиболее известных «музыкальных трагедиях» «Ипполит и Арисия» (1-я ред. 1733, 2-я ред. 1742, 3-я ред. 1757) и «Кастор и Поллукс» (1-я ред. 1737, 2-я ред. 1754) и в опере-балете «Галантные Индии» (Les Indes galantes) (1-я и 2-я ред. 1735, 3-я ред. 1736). Среди других опер — «Дардан» (1-я ред. 1739; 2-я ред. 1744, 3-я ред. 1760), «Празднества Гебы, или Лирические дарования» (1739), «Саид» («Заид», 1748), «Наида» (1749), «Зороастр» («Заратустра», 1-я ред. 1749, 2-я ред. 1756), «Бореады» (1763; 1-я сценическая постановка — Экс-ан-Прованский фестиваль, 1982), «лирические комедии» «Платея» (Версаль, 1745; 2-я ред. 1749) и «Паладины» (1760). Премьеры всех упомянутых опер (если не указано иное) прошли на сцене Парижской оперы.
Рамо принадлежат также семь (не опубликованных при жизни) кантат, в том числе «Фетида» и «Нетерпение» («L’Impatience»). Популярный у современных хористов «Гимн ночи» («Hymne à la nuit») в действительности — не сочинение Рамо, а выполненная Ж. Нуайоном (1888—1962) обработка для хора темы дуэта жриц («Rendons un éternel hommage», акт I, сцена 3) из оперы «Ипполит и Арисия».
На сочинения Рамо (для более точной их идентификации) принято ссылаться по тематическому каталогу Бюиссу-Эрлина-Денешо (принятое сокращение RCT, от фр. Rameau Catalogue Thématique).

## Теоретические трактаты

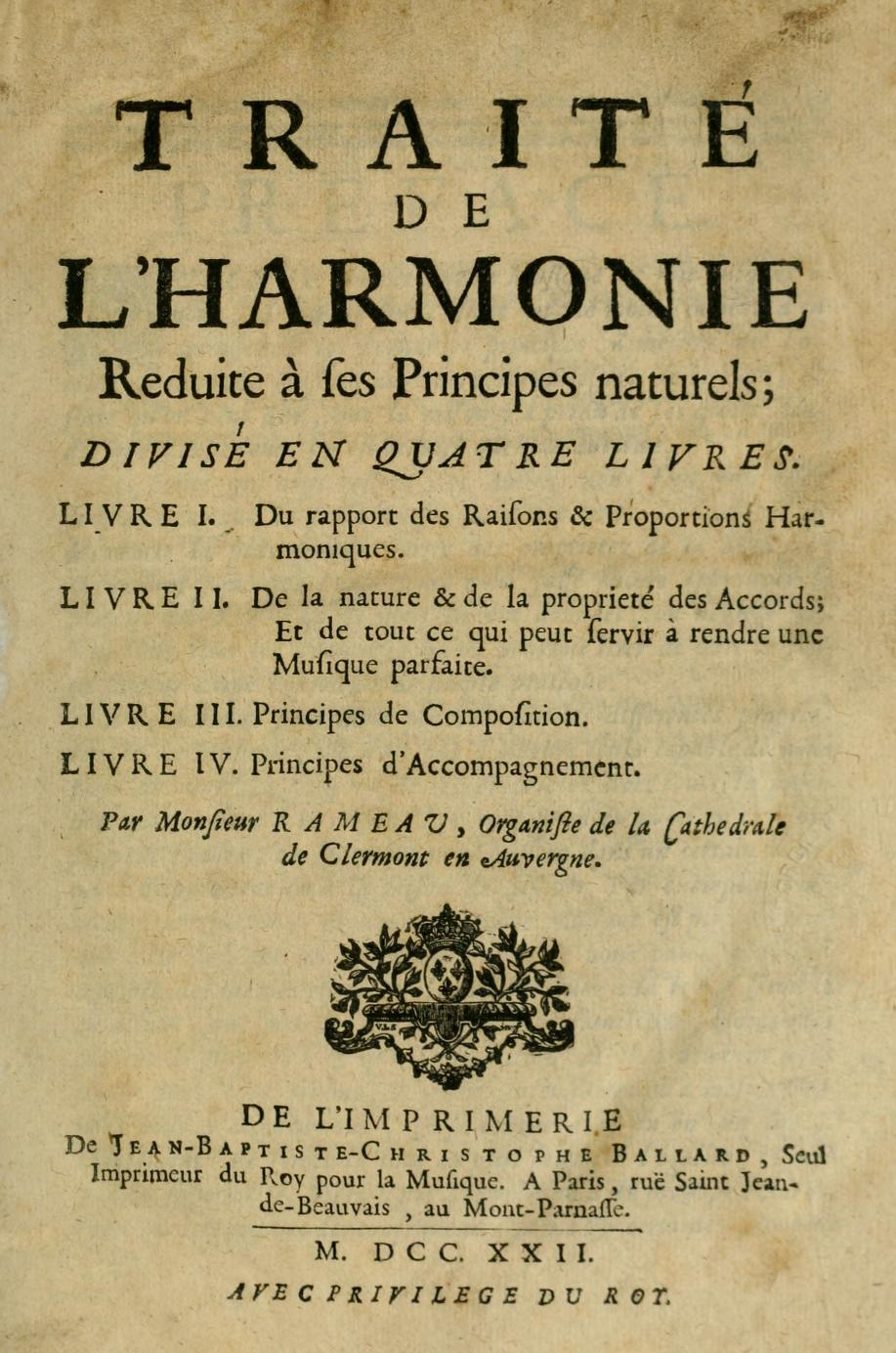
Трактат о гармонии (1722)

(в скобках — даты публикации; все — в Париже):
- Трактат о гармонии, сведённой к её природным началам (Traité de l’harmonie réduite à ses principes naturels, 1722) (самый большой трактат Рамо: 4 «книги» охватывают 432 c. и Приложение на 17 страницах)
- Новая система теоретической музыки (Nouveau système de musique théorique, 1726) (24 главы, 114 с.)
- Рассуждение о различных способах аккомпанемента на клавесине или на органе (Dissertation sur les différentes méthodes d’accompagnement pour la clavecin ou pour l’orgue, 1732) (63 с.)
- Происхождение гармонии, или Трактат о теоретической и практической музыке (Génération harmonique, ou Traité de musique théorique et pratique, 1737) (19 глав; 256 с., 11 илл.)
- Демонстрация основ гармонии (Démonstration du principe de l’harmonie, 1750) (главы не пронумерованы; xxiii, 112 с.)
- Новые мысли г-на Рамо по поводу демонстрации основ гармонии (Nouvelles réflexions de M Rameau sur sa démonstration du principe de l’harmonie, 1752) (88 с.)
- Наблюдения над нашей склонностью к музыке и о её [склонности] основах (Observations sur notre instinct pour la musique et sur son principe, 1754) (xvi, 126 с.). Этот труд был написан как ответ на «Письмо о французской музыке» Ж-Ж. Руссо (Lettre sur la musique françoise, 1753), содержащее критические замечания в адрес музыкальной теории Рамо.
- Ошибки в музыкальных статьях Энциклопедии (Erreurs sur la musique dans l’Encyclopédie, 1755). В этом небольшом труде Рамо обсуждает «ошибки» Руссо в энциклопедических статьях Accompagnement, Accord, Cadence, Choeur, Chromatique, Dissonance.
- Законы практической музыки (Code de musique pratique, ou Méthodes pour apprendre la musique 1760) (16 глав; xx, 185 с., нотные примеры 33 с; в приложении -- )
- Письмо к д'Аламберу (Lettre à M. d’Alembert sur ses opinions en musique; напечатано как приложение к трактату «Законы практической музыки», 1760).
- Nouvelles réflexions sur le principe sonore (1760; текст напечатан как приложение к трактату «Законы практической музыки»; 49 с.)

## Признание
После смерти Рамо его наследие надолго затмила слава Глюка как реформатора оперной сцены. На протяжении XIX столетия Рамо забыли и почти не исполняли (хотя его музыку внимательно изучали Гектор Берлиоз и Рихард Вагнер). Лишь на рубеже XIX—XX вв. значение Рамо и его музыки стало расти. В июне 1903 года Клод Дебюсси, присутствовал на представлении балета Рамо «Гирлянда», в конце которого он кричал: «Да здравствует Рамо! Долой Глюка!». По воспоминаниям критика Луи Лалуа, именно с этого дня следует датировать особенную привязанность Дебюсси к Рамо. Оммажем Дебюсси по отношению к Рамо является вторая пьеса  «Посвящение Рамо» из его фортепианной серии «Образы» (Images). По мнению Дебюсси:
Огромный вклад Рамо — в том, что он сумел открыть "чуткость в гармонии"; в том, что ему удалось запечатлеть некоторые краски, некоторые нюансы, о которых у музыкантов до него было лишь смутное представление. <…> Рамо — хотят этого или нет — одна из самых надёжных основ музыки, и можно без страха двигаться по прекрасному пути, им намеченному, вопреки варварским топтаниям на месте и заблуждениям, которые его загрязняют. 
Поэтому же надо его любить с тем нежным почтением, которое сохраняется по отношению к предкам, немного неприятным, но умевшим так красиво говорить правду.
Сегодня он признан крупнейшим французским композитором, виднейшей фигурой в музыке первой половины — середины XVIII века. Дени Дидро упоминает его в своем романе «Племянник Рамо».

Понятия, которые Рамо разработал в своих теоретических трудах — основной тон (son fondamental), обращение аккорда (renversement), тоника (ton régnant, note tonique, centre harmonique), доминанта (dominante или dominante tonique, букв. «тональная доминанта»), субдоминанта (sous-dominante), трезвучие с секстой (accord de la sixte ajoutée, букв. «аккорд с добавленной секстой»), септаккорд (accord de la septième), вводный тон (note sensible, букв. «чувственная нота») — стали неотъемлемой частью понятийного аппарата музыкознания XIX–XX веков. 

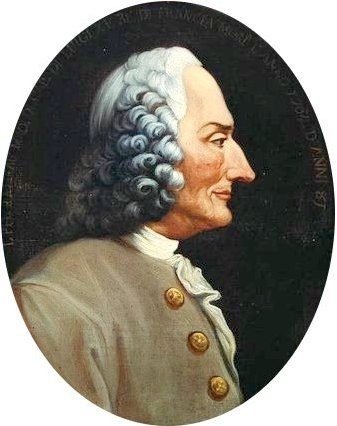
Рамо на портрете Сент-Обена

В честь Рамо назван кратер на Меркурии.

## Издания и переводы трактатов
- Rameau J.-Ph. Complete Theoretical Writings, edited by Erwin R. Jacobi in 6 volumes // American Institute of Musicology. Miscellanea 3/1-6. [s.l.], 2000, 1967, 1968, 1969, 1969, 1972 (факсимиле всех музыкальных трактатов Рамо с научным предисловием редактора).
- Hayes, Deborah. Rameau’s theory of harmonic generation: an annotated translation and commentary of Génération harmonique by Jean-Philippe Rameau. Ph. D. diss. Stanford University, 1968 (англ. перевод трактата «Происхождение гармонии»; диссертация также издана в виде микрофильма в Ann Arbor, 1974).
- Rameau J.-Ph.. Treatise on harmony, transl. and ed. by Philip Gosset. New York: Dover, 1971 (английский перевод «Трактата о гармонии»).
- Hayes, Deborah. Dissertation on the different methods of accompaniment by Jean-Philippe Rameau. Ann Arbor (Michigan), 1974 (англ. перевод трактата «Рассуждение о различных способах аккомпанемента»; существует только в виде микрофильма).
- Briscoe, Roger Lee. Rameau’s Démonstration du principe de l’harmonie and Nouvelles réflexions de M Rameau sur sa démonstration du principe de l’harmonie. Ph.D. diss., Indiana University, 1975 (англ. перевод трактатов «Демонстрация основ гармонии» и «Новые мысли г-на Рамо по поводу демонстрации основ гармонии»).
- Chandler B.G. Rameau’s Nouveau système de musique théorique: an annotated translation with commentary. Ph.D. diss., Indiana University, 1975 (англ. перевод трактата «Новая система теоретической музыки»).
- Lippman E. Musical aesthetics: a historical reader. Vol. 1: From Antiquity to the eighteenth century. New York, 1986, pp. 339–359 (английский перевод фрагмента трактата «Наблюдения над нашей склонностью…»).

## Каталог сочинений
- Jean-Philippe Rameau: Catalogue thématique des oeuvres musicales, ed. S. Bouissou, D. Herlin, P. Denécheau. Paris: CNRS Éditions, 2003—2012 (издание продолжается)

T. 1 Musique instrumentale. Musique vocale religieuse et profane (2007)
T. 2 Livrets (2003)
T. 3. Musique dramatique. 1re partie (2012)